# 張光世
張光世（1913年—1989年），男，江蘇無錫人，中華民國政治人物，基層公務人員出身，官至經濟部部長。